# NGC 3208
NGC 3208 é uma galáxia espiral barrada (SBc) localizada na direcção da constelação de Hydra. Possui uma declinação de -25° 48' 52" e uma ascensão recta de 10 horas, 19 minutos e 41,4 segundos.
A galáxia NGC 3208 foi descoberta em 1886 por Ormond Stone.